# Monanus malaicus
Monanus malaicus es una especie de coleóptero de la familia Silvanidae.

## Distribución geográfica
Habita en Java (Indonesia).